# Bandoumka
 (juin 2016).
Si vous disposez d'ouvrages ou d'articles de référence ou si vous connaissez des sites web de qualité traitant du thème abordé ici, merci de compléter l'article en donnant les références utiles à sa vérifiabilité et en les liant à la section « Notes et références ».
Bandoumka (encore appelé Badoumka) est un village au Cameroun située dans le département du Haut-Nkam et la région de l'Ouest, en pays bamiléké.

## Géographie
Le village se trouve à une altitude de 992 m

## Infrastructures
Baboumka possède un lycée. 